# Пісний Руслан Ігорович
Руслан Ігорович Пісний (нар. 15 травня 1997, Суми, Україна) — український футболіст, що грав на позиції правого захисника, командир 1-го взводу 3-ї роти 2-го механізованого батальйону 3 ОШБр.

## Футбольна кар'єра
Народився в Сумах. Футболом розпочав займатися в місцевій СДЮШОР «Зміна», а в 2011 році перебрався до «Барси», де спочатку виступав у ДЮФЛУ. З 2014 по 2015 рік захищав кольори «Барси» в чемпіонаті Сумської області. Наприкінці лютого 2015 року поповнив ряди «Сум». У футболці «городян» дебютував 19 квітня 2015 року в переможному (1:0) домашньому поєдинку 22-го туру Першої ліги України проти тернопільської «Ниви». Руслан вийшов на поле на 87-ій хвилині, замінивши Дмитра Богачова. Проте цей матч виявився єдиним у футболці ПФК «Суми». Наприкінці травня 2015 року підсилив «Агробізнес TSK». Разом з роменським клубом став чотирикратним переможцем чемпіонату та кубку області, а також тричі ставав володарем суперкубку Сумської області. У сезнах 2015 та 2017/18 років разом з командою виступав в аматорському чемпіонаті України. У сезоні 2016/17 років провів 1 поєдинок за роменський клуб у кубку України. У червні 2018 року перейшов до іншого аматорського колективу, «LS Group». Допоміг нижньосироватській команді стати бронзовим призером чемпіонату Сумської області та виграти обласний кубок.
На початку вересня 2018 року перебрався до «Альянсу», який виступав в чемпіонаті області та аматорському чемпіонаті України. На професіональному рівні дебютував за команду з Липової Долини 3 серпня 2019 року в нічийному (1:1) домашньому поєдинку 2-го туру групи Б Другої ліги України проти новокаховської «Енергії». Пісний вийшов на поле в стартовому складі та відіграв увесь матч, а на 42-ій хвилині отримав жовту картку. Першим голом на професіональному рівні відзначився 23 серпня 2019 року на 34-ій хвилині переможного (3:0) домашнього поєдинку 5-го туру групи Б Другої ліги України проти сімферопольської «Таврії». Руслан вийшов на поле в стартовому складі, а на 69-ій хвилині його замінив Сергій Приходько. За підсумками сезону 2019/20 років «Альянс» посів 3-тє місце в групі Б Другої ліги та підвищився в класі. Дебютним голом у Першій лізі України відзначився 21 вересня 2020 року на 11-ій хвилині переможного (1:0) домашнього поєдинку 3-го туру проти «Миколаєва». Пісний вийшов на поле в стартовому складі та відіграв увесь матч, а на 80-ій хвилині отримав жовту картку. За підсумками осінньої частини сезону 2020/21 потрапив до символічної збірної Першої ліги за версією сайту «Sportarena».
12 серпня 2022 року був заявлений за аматорську команду «Україна» (Токарі), яка виступала Чемпіонаті Сумської області.

## Служба в ЗСУ
24 лютого 2022 року перебував у складі «Альянсу» на зборах в Туреччині. Пісний швидко ухвалив рішення розірвати контракт, але одразу приїхати в Україну не зумів. Спершу опинився в Італії, де навіть встиг потренуватися з командою Серії D. Після чого повернувся в Україну і вступив до лав «Азов-Суми». Після тренувань та навчання ця рота увійшла до складу 3 ОШБр. Воював під Бахмутом, брав участь у звільненні Андріївки, та боях на Авдіївському напрямку.